# Долина реки Майма
Долина реки Маймы, протекающей на севере Республики Алтай, является одной из наиболее густонаселённых территорий республики. Здесь расположено множество населённых пунктов, в том числе и республиканский центр — город Горно-Алтайск.
Долины Маймы располагается преимущественно в лесном поясе, на стыке светлохвойно-лиственных и черневых лесов, которые сочетаются с безлесными склонами и переувлажненными долинами притоков реки. Высота снежного покрова здесь обычно не превышает 50 см.